# راندولف س. بيركلي
راندولف س. بيركلي (بالإنجليزية: Randolph C. Berkeley)‏ هو ضابط أمريكي، ولد في 9 يناير 1875 في ستونتون في الولايات المتحدة، وتوفي في 31 يناير 1960 في بيافورت في الولايات المتحدة.